# Васай-Вірар
Васа́ї-Віра́р (маратхі वसई-विरार महानगरपालिका) — місто в штаті Махараштра на заході Індії.
Васаї-Вірар є агломерацією, що складається з декількох раніше самостійних міст. Район, що є власне містом, приблизно відповідає давньому місту Сопаре.
Васаї-Вірар є найпівнічнішим супутником Мумбаї та входить до складу агломерації Мумбаї.

## Історія

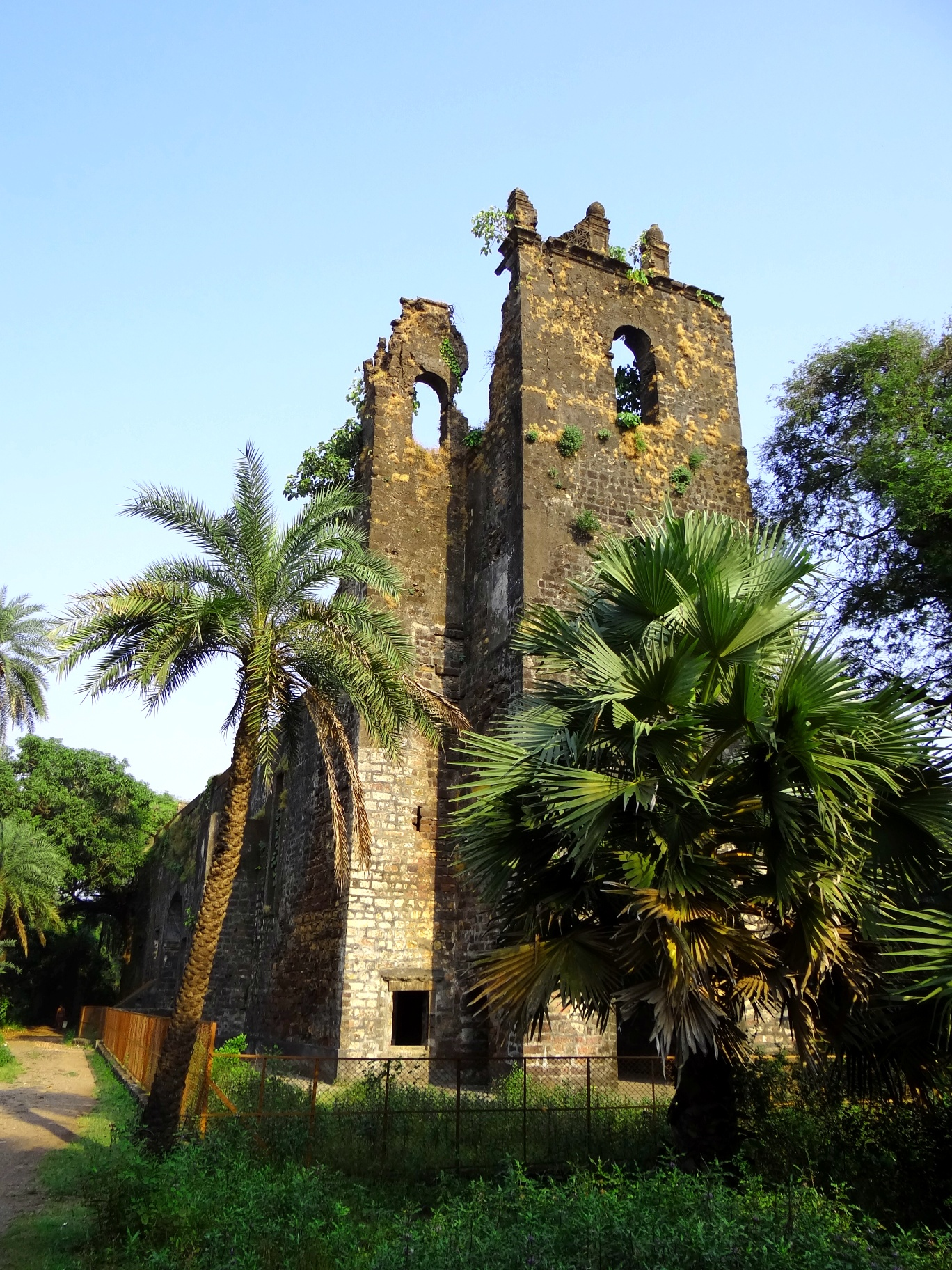
Форт Васаї

За Пуранами шоста реінакарнація бога Вішну, Паршурама, створив регіон Конкан. Васаї-Вірар розташований в північній частині Конкана. На місці сучасного Васаї-Вірара в давнину знаходилося місто Сопара. Про князівство Сопара згадано в Махабхараті. Сахадева приєднав Сопару до Хастинапурської імперії.
Археологічні розкопки в Коті, поблизу сучасного села Сопара, проведені у квітні 1882 року, підтвердили існування в районі Васаї-Вірара стародавнього буддійського міста-порту. Знайдений при розкопках камінь c висіченими написами підтвердив, що Сопара протягом 250 років була столицею князівства Апаранта. У 1956 році тут були виявлені артефакти епохи імператора Ашоки.
У буддійській літературі стверджується, що Сопара була процвітаючим торговим і релігійним центом у 540 р. до н. е., однак про цей період історії міста збереглося мало відомостей.
У VI столітті нашої ери регіон перебував під управлінням правителів з династії Маур'їв. Приблизно 590 року Чалукьї з Бадами завоювали північну частину Конкана. 750 року регіон перейшов під контроль Раштракутів. За часів Раштракутів влада в регіоні перейшла до правителів з династії Шилахара. У XIII і XV століттях північний Конкан по черзі перебував під контролем ідуїстських та мусульманських правителів.
З 1407 року провінцією керував субхедар Гуджарата, Бхадуршах, яких 1428 року оголосив про свою незалежність від Делійського султанату. Режим Бхадуршахів протримався до 1534 року, коли на провінцію напав Бадшах Хамаюн, правитель Делі. Бхадуршах в обмін на надання притулку передав провінцію Васаї португальцям.
На той час Португалія вже мали колонії в Гоа та Чаулі. Для португальців Васаї було ідеальним місцем для захисту своїх колоній від імперії Маратахі та мусульманських правителів. Вони побудували невеликий форт в Арналі та головний форт в Васаї. За португальців порт Васаї повернув своє значення.
1739 року регіон був захоплений військами пешви імперії Маратха. Пешви правили в регіоні з Пуни, аж до 1818 року, після чого регіон перейшов під контроль британців. Не витримавши конкуренції з портом сусіднього Мумбаї, Васаї прийшов у занепад.
Після здобуття Індією незалежності будівництво залізниці, що зв'язала регіон Васаї-Вірар з «великою землею», почався активний розвиток регіону. Аж до 1970-х Васаї залишався радще сільськогосподарським регіоном, привабливим для відпочинку. Тільки у 1980-ті зростання Мумбаї призвело до активного будівництва житла в цьому районі. Населення різко зросло з 250 тисяч у 1970-му до понад 800 тисяч чоловік в 1990-м. Доступність робочої сили сприяла розвитку промисловості в цьому регіоні.
3 липня 2010 року була створена муніципальна корпорація Васаї-Вірар.

## Фізико-географічна характеристика
Васаї-Вірар розташований у окрузі Тхане, за 50 км на північ від Мумбаї. Місто розташоване на північному березі протоки Васаї-Крик, частини естуарію річки Улхас.
Клімат
Для Васаї-Вірару характерний тропічний клімат саван. Загальний клімат рівний з великою кількістю днів дощів та дуже небагатьма днями екстремальних температур. Температура коливається від 22 °C до 36 °C. Узимку температура від 12 °C до 20 °C, тоді як діапазон літніх температур від 36 °C до 41 °C. Із загальної кількість опадів, 80% дощів випадає у період з червня по жовтень. Середньорічна кількість опадів 2000–2500 мм, вологість 61-86%. Сухі дні — взимку, у той час як найвологіші дні — в липні.

## Населення
Згідно з переписом 2011 року це п'яте за величиною місто в штаті Махараштра. Населення Васаї-Вірару в 2011 році становило 1 221 233 осіб.

## Органи влади
Васаї-Вірар регулюється двома органами — муніципальною корпорацією Васаї-Вірар та сільським органом управління (Gram pachayat).

### Муніципальна корпорація Васаї-Вірар
Муніципальну корпорацію Васаи-Вирар (VVMC) очолює муніципальний комісар. Вибори проводяться щоп'ять років. Посада мера є значною мірою церемоніальною з обмеженими повноваженнями. Мер, як посадова особа, представляє партію, що отримала більшість на виборах.
Муніципальна корпорація Васаї-Вірар відає інфрструктурою міста в межах своїх повноважень.
Адміністративний район Васаї-Вірар наразі включає в себе, крім самого міста Васаї-Вірар, ще чотири інших міста та вісімнадцять сіл.

## Транспорт

### Залізниці

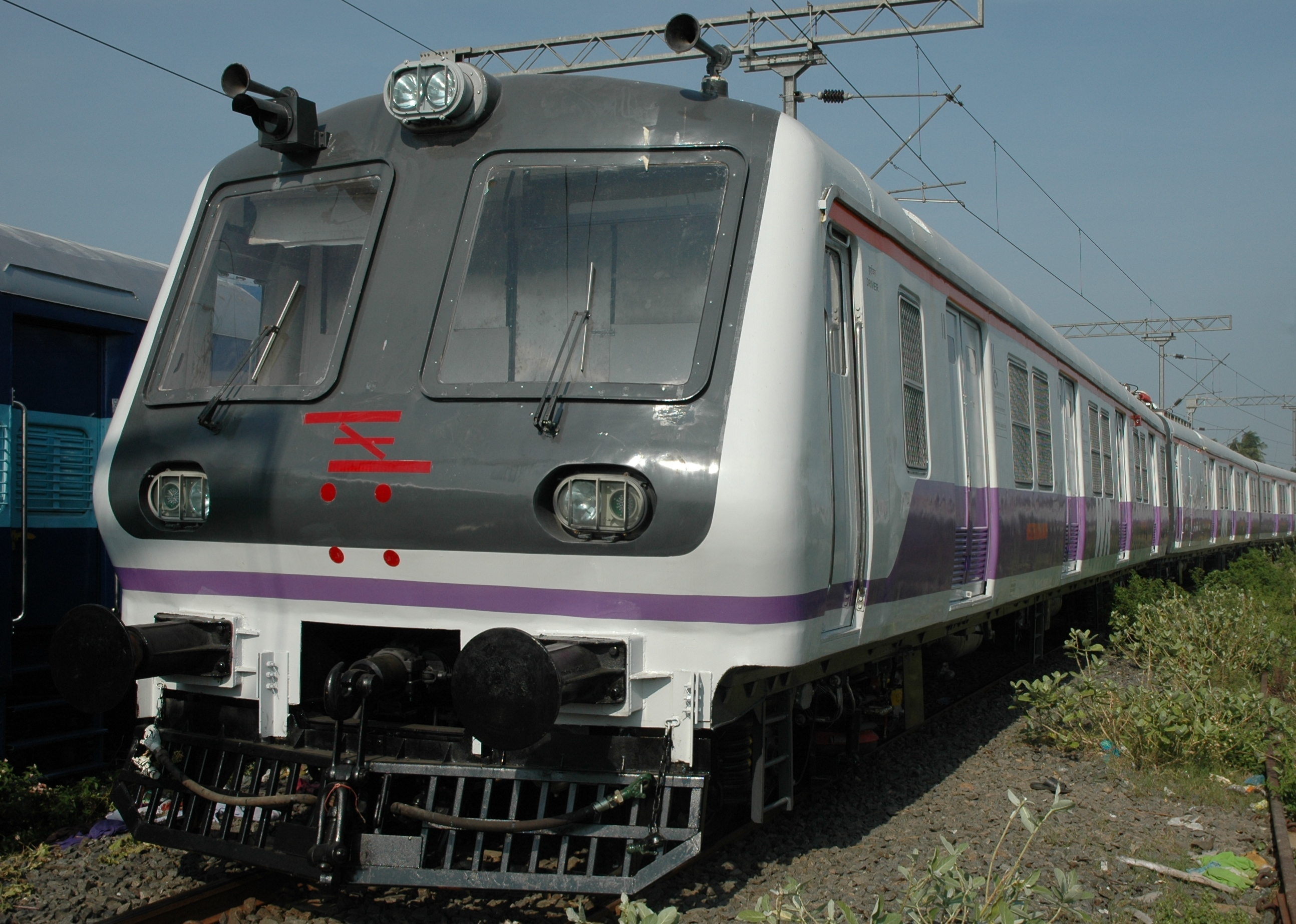
Місцевий потяг з Мумбаї

Васаи-Вирар розташований на Західній і Центральній залізницях. Головних залізничних станцій:
- Вокзал Вірар (Західна залізниця): Всі місцеві, дизель-поїзди, MEMU, Shuttle, Експрес і пасажирські потяги
- Вокзал Налласопара (Західна залізниця): Усі місцеві зупинки DMU і MEMU.
- Вокзал Васаї (Західна / Центральна залізниця): Всі місцеві, *DMU, MEMU, Shuttle, Експрес і пасажирські потяги.
- Вокзал Наїгаон (Західна залізниця): Усі місцеві поїзди.
- Вокзал Юхандра (Центральна залізниця): Всі DMU і MEMU.
- Вокзал Каман (Центральна залізниця): Всі DMU і MEMU.